# Asako Kujō
La Emperatriz viuda Eishō (英照 皇太后 Eishō Kōtaigō?,  11 de enero de 1835-11 de enero de 1897) fue una emperatriz japonesa la emperatriz consorte del emperador Kōmei de Japón. También es conocida con el nombre técnicamente incorrecto de Emperatriz Eishō (英照 皇后 Eishō Kōgō?).

## Primeros años
Como hija de Kujō Hisatada, que era un antiguo Kampaku, Kujō Asako podía participar activamente en la vida que se desarrollaba en el ámbito de la corte imperial, pero no pudo ser partícipe de la gran variedad de cambios que traerían los años durante su vida. A los 13 años, fue prometida al príncipe heredero Osahito. Tras la muerte del emperador Ninkō, en 1846, Osahito, que lo sucedió bajo el nombre de emperador Kōmei, la nombró Nyōgo, un título honorífico como consorte de alto rango que recibían las princesas de sangre imperial desde la época del emperador Kammu.

## Consorte
Asako tuvo dos hijas que fallecieron en la infancia; no obstante, se convirtió en la madre oficial del heredero de Kōmei, el príncipe heredero Mutsuhito, que más tarde sería el emperador Meiji. Éste desarrolló un fuerte vínculo emocional con ella, que se volvió específicamente importante en el periodo de inestabilidad que tuvo lugar después de la repentina muerte del emperador Kōmei.

## Emperatriz viuda
Poco después de la muerte del emperador Kōmei, su sucesor, el emperador Meiji, le otorgó el título de Emperatriz Viuda Eishō. Este nombre póstumo fue tomado del título de un poema, "Glicinia púrpura sobre una piscina profunda", escrito por un poeta de la Dinastía Tang; y se consideró apropiado para una hija de la familia Kujō, como parte del clan Fujiwara ("Campo de glicinias"). Cuando la corte imperial Meiji se mudó de Kioto a Tokio, ella la siguió, viviendo primero en el Palacio de Akasaka y luego en el Palacio Aoyama.
La Emperatriz viuda falleció en 1897, a los 62 años, y fue enterrada en Senyu-ji, que se encuentra en Higashiyama-ku, Kioto. Su memoria se honra oficialmente en el mausoleo de su marido en Kioto, que se conoce como Nochi-no-tsukinowa no higashiyama no misasagi.
Franz Eckert compuso la marcha fúnebre "Kanashimi no kiwami" (luto profundo) para el funeral de la emperatriz viuda Eishō.
El emperador Meiji y su esposa no pudieron asistir al funeral, pero viajaron a Kioto para presentar sus respetos en su tumba durante la primera primavera después de su fallecimiento.